# 157 a.C.
Il 157 a.C. (CLVII a.C. in numeri romani) è un anno  del II secolo a.C.

## Eventi
- Han Jingdi diventa imperatore della Cina.
- Kaika diventa imperatore del Giappone.

## Nati
- Gaio Mario, generale e politico romano († 86 a.C.)
- Sanatruce I, sovrano († 70 a.C.)